# 克里斯·哈德維克
克里斯·哈德維克（英語：Christopher Ryan "Chris" Hardwick，1971年11月23日—）是美國的一位電視節目主持人、喜劇演員、演員、作家、製作人、播客、音樂人和配音演員。他現在是喜劇中心節目@midnight with Chris Hardwick的主持人。他出生在肯塔基州路易斯維爾。

## 外部連結
- 官方网站
- 克里斯·哈德維克在互联网电影资料库（IMDb）上的資料（英文）
- 克里斯·哈德維克的X（前Twitter）
- 克里斯·哈德維克的Discogs页面（英文）